# Gerd Dudek

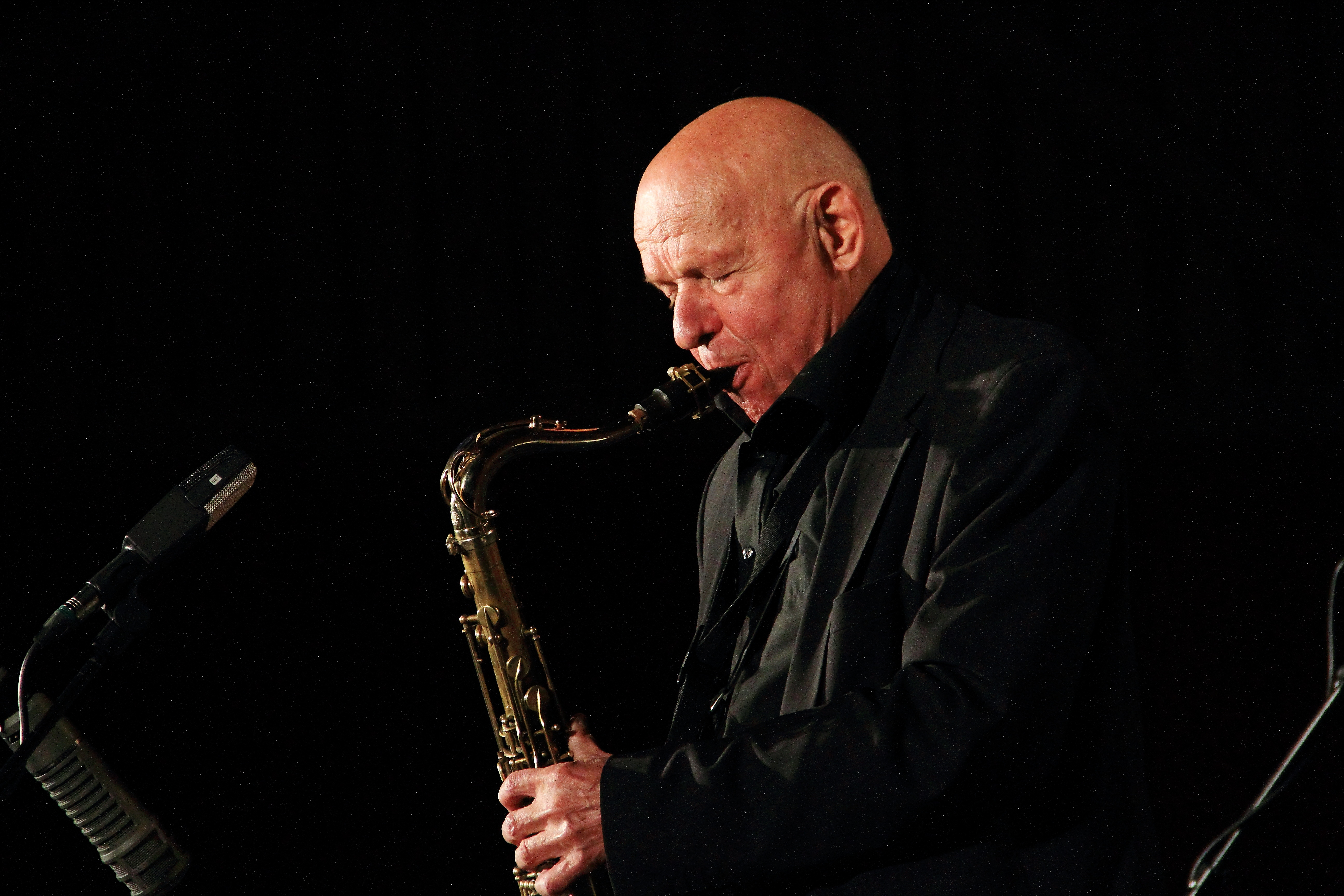
Gerd Dudek op het INNtöne Jazzfestival van 2016

Gerhard Rochus (Gerd) Dudek (Groß Döbbern bij Breslau, 28 september 1938 – 3 november 2022) was een Duitse jazzsaxofonist en -fluitist.

## Biografie
Dudek speelde na zijn muziekstudie van 1960 tot 1964 bij Helmut Brandt en in het orkest van Kurt Edelhagen op de tenorsaxofoon en de klarinet. Daarna speelde hij bij Joe Nay. Hij was lid van het kwintet van Manfred Schoof (met Alexander von Schlippenbach, Buschi Niebergall en Jaki Liebezeit), toentertijd een van de meest invloedrijke Europese groepen in de ontwikkeling van de free jazz. Hij is sinds de oprichting in 1966 lid van het Globe Unity Orchestra. Hij toerde in 1968 als groepslid met de German All Stars in Zuid-Amerika en werkte met George Russell en Don Cherry. In 1971 werd hij lid van het kwintet van Albert Mangelsdorff. Tevens werkte hij in een kwartet met Alan Skidmore en Adelhard Roidinger en was hij een van de oprichters van het European Jazz Quintett. Met Ali Haurand, die ook in dit kwintet speelde, werkte hij ook samen in andere groepen (bijvoorbeeld met Rob van den Broeck en Tony Oxley).
Dudek speelde tevens sopraansaxofoon. Hij was een typische exponent van de Modern Creative-jazz. Hij heeft plaatopnames gemaakt met onder meer Lester Bowie, Joachim Kühn, Dexter Gordon, Vitold Rek en Peter Giger. Dudek was ook gastsolist bij de bigbands van de NDR en de WDR-. Hij leidde eigen groepen en was lid van het Stefan Heidtmann Project.
Dudek overleed op 84-jarige leeftijd.

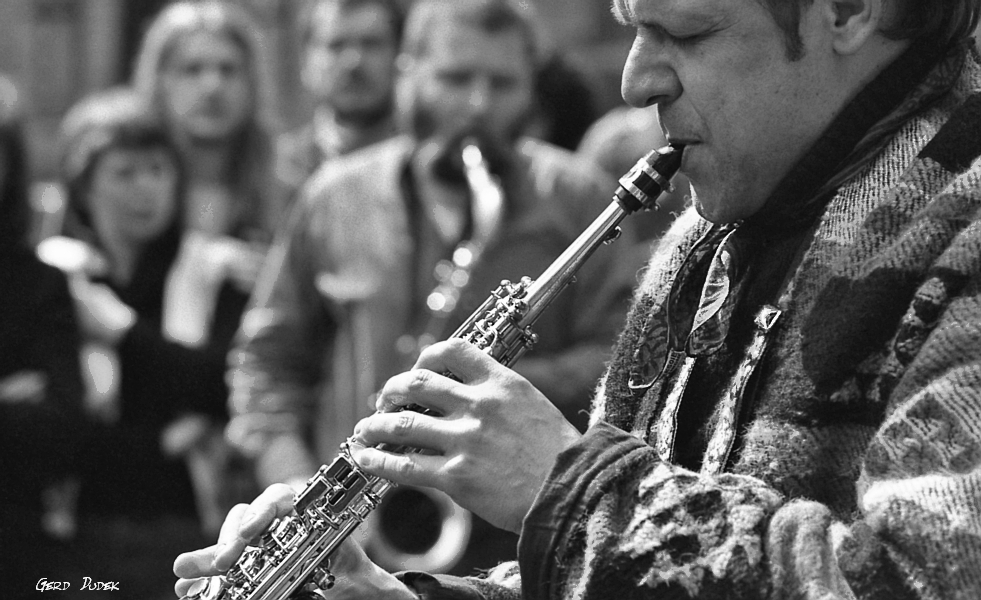
Gerd Dudek (1976)

## Discografie (selectie)
- After All (Konnex Records) met Ali Haurand, Rob van den Broeck
- Open (FMP, 1977) met Buschi Niebergall, Edward Vesala
- Smatter (Psi Records, 1998) met John Parricelli, Chris Laurence, Tony Levin
- Night and Day (Psi Records, 2014) Hans Koller, Oli Hayhurst en Gene Calderazzo